# Tripoli Torrini
(Tripoli Torrini, dal libro I trenta assassini)
Tripoli Torrini detto Tripolino (Casamaggiore, 8 marzo 1913 – Pozzuolo Umbro, 26 settembre 2014) è stato un fantino italiano.

## Palio di Siena
Fratello minore di Vincenzo Torrini (fantino che corse a Siena una sola volta e senza successo, il 16 agosto 1930 con la Pantera) Tripoli esordisce nella lizza senese il 2 luglio 1931 difendendo i colori del Nicchio. Il soprannome con cui viene segnato è Tripolino, diminutivo del proprio nome, che i genitori scelsero in chiaro riferimento alla capitale della Libia.
L'esordio paliesco di Tripolino è poco fortunato ma il fantino umbro, che monta la modesta cavalla Beppina, ben si distingue e viene chiamato dalla Civetta per il successivo Palio dell'Assunta. Con la portentosa Gobba, Tripolino parte in testa insieme all'Oca, ma paga la propria inesperienza di fronte al fantino di Fontebranda Aldo Mantovani detto Bubbolo, che si impone per la quarta e ultima volta nella sua carriera. La Civetta lo conferma per il successivo palio di luglio 1932. Il cavallo da montare è il velocissimo Lampino, ma Tripolino si deve scontrare con la giornata di grazia del binomio dell'Onda Ganascia su Gobba, che vincono con il tempo record (di allora) di 1'16".
Il successo è comunque nell'aria: il 16 agosto 1932 il Nicchio richiama Tripolino e gli affida la mossa di un altro "bombolone" (cioè un cavallo molto forte): Ruello. La mossa è estenuante per la presenza dell'Oca al settimo posto, dell'Onda al nono e della Torre (rivale delle prime due) di rincorsa. Tripolino è sesto e rischia di vedere compromessa la propria partenza, vanificando così la risaputa velocità di Ruello. Il Nicchio è avvantaggiato dalle tre alleate (Oca, Onda e Tartuca), quel giorno tutte in Piazza: le quattro Contrade in quegli anni danno vita al "T.O.N.O." (dalle iniziali delle quattro alleate), un ferreo patto di alleanza con cui mettono in comune le proprie risorse per aiutarsi a vincere l'una dopo l'altra di Palio in Palio. In effetti Onda, Nicchio e Tartuca partono prime, ma ben presto tra le prime due, per quanto alleate, inizia un'accanita lotta: se infatti la contrada dei Pispini vuole vincere, quella di Malborghetto vuole centrare uno storico "cappotto", già riuscitole nel lontano 1779. Al secondo San Martino Tripolino prende la testa e controlla fino all'ultimo bandierino, quando può gioire della sua prima vittoria.
Al Palio di agosto dell'anno successivo Tripolino si lega a quella che diventerà la sua contrada storica (insieme con il Drago): la Lupa. Nuovamente in groppa a Ruello Tripolino sfiora il successo, ma viene preceduto dalla Tartuca, che con Ganascia sul mitico Folco (insieme a Panezio, barbero degli anni settanta e ottanta, il più vittorioso del XX secolo con 8 successi) centra un clamoroso "cappotto". La sconfitta brucia ai lupaioli (anche a luglio la Tartuca aveva vinto dopo un serratissimo testa a testa con la Lupa), ma Tripolino è ormai entrato nel cuore del popolo di Vallerozzi. Assente nel 1934, il fantino umbro viene richiamato dalla Lupa per il palio del 2 luglio 1935 ed è ancora una volta Ruello il barbero da montare. La carriera non si preannuncia come una delle più facili: sul tufo c'è anche Folco, il fortissimo barbero che in quel palio corre per il Nicchio, e soprattutto l'Istrice. I rapporti tra quest'ultima e la Lupa, da decenni solide alleate, si sono improvvisamente (e irrimediabilmente) incrinati a causa di un banale litigio per la collocazione di alcune bandiere in un angolo rivendicato da entrambe, e di lì a poco degenereranno in quell'accesa rivalità che tutt'oggi separa i due rioni. Alla mossa sono proprio Lupa, Nicchio ed Istrice a scattare prime, ma clamorosamente la contrada di Camollia dà un grosso aiuto alla Lupa. Nel tentativo di prendere la testa, il fantino istriciaolo Pietrino, si scontra con quello del Nicchio Bovino: i due iniziano in breve a nerbarsi, rallentandosi a vicenda e permettendo così alla Lupa di incrementare il proprio vantaggio. Quando Pietrino si libera dell'ostacolo del Nicchio, ormai il distacco dalla Lupa è incolmabile e Tripolino trionfa così per la seconda volta nella sua carriera.
Il riscatto dell'Istrice è però fulmineo: il 16 agosto Pietrino e Tripolino vestono nuovamente le casacche di Istrice e Lupa, ma stavolta la sorte assegna Ruello alla prima. L'Istrice può così vincere il Palio, mentre la Lupa si piazza solo terza.
Nel 1936 Tripolino corre per il Drago. A luglio non c'è però storia e la Giraffa si aggiudica il "Palio dell'Impero". In effetti l'esito pare scontato, potendo la Giraffa contare sull'ormai inarrestabile Ruello. Dal canto suo il Drago corre con lo sconosciuto barbero Aquilino, che la sorte assegna alla contrada di Camporegio anche per il palio di agosto. Stavolta Ruello va in sorte alla Pantera, che crede di potersi affidare sull'aiuto dell'alleata Aquila. Invece le dirigenze chiamano due fantini tra cui infiamma un forte odio reciproco: Ganascia e Meloncino. Il primo ostacola duramente Meloncino, facendolo cadere e infrangendo i sogni di vittoria dei panterini. Per Tripolino e Aquilino la strada è sgombra e il Drago può festeggiare dopo quindici anni di attesa.
A luglio 1937 Tripolino torna alla Lupa, in uno dei palii più convulsi di sempre. Il barbero da montare è Folco e la Lupa è di diritto una delle grandi favorite, insieme all'Onda con Ruello. Anche stavolta però ci sono di mezzo le alleanze contradaiole. La Lupa è all'epoca (con Drago, Aquila e Montone) membra della Piccola Quadruplice: altro patto a quattro contrade, forse con minor capacità economica del TONO ma egualmente efficace. La nonna di quegli anni è la Torre, a digiuno da 27 anni; essa si rivolge proprio alla Piccola Quadruplice per tornare alla vittoria, promettendo molti soldi a fantini e dirigenze. Per quanto la contrada di Salicotto abbia ricevuto in sorte la modesta cavalla Masina, gli accordi sembrano ormai conclusi e Aquila, Drago e Lupa (il Montone non corre) dovranno favorire la Torre nella carriera; specie la Lupa avrà il compito di tener d'occhio l'Onda con Ruello, la nemica della Torre, decisa ad ostacolarne il ritorno alla vittoria. Ma clamorosamente la mattina del Palio tutto quanto salta: un diverbio tra alcuni dirigenti torraioli, probabilmente non a favore degli accordi fin lì stabiliti, fa crollare i patti tra le quattro contrade. Poco prima del Palio l'ignaro Tripolino viene avvisato di tirare a vincere, non ricevendo alcuna spiegazione. La mossa favorisce comunque la Torre di rincorsa, cui l'Aquila al nono posto lascia un ampio varco per entrare. La contrada di Salicotto prende subito la testa, ma il binomio lupaiolo è nettamente superiore: Tripolino si lancia all'inseguimento della battistrada e in breve prende il comando. I festeggiamenti per il quarto successo di Tripolino vengono però interrotti dagli inferociti torraioli, molti dei quali non erano a conoscenza della rottura dei patti, che invadono Vallerozzi e ingaggiano una furibonda rissa coi lupaioli, che comunque non dà vita ad alcun rapporto di rivalità.
Nonostante tutto, la classe di Tripolino è ormai chiara a tutti e l'anno successivo è il momento culminante della carriera del fantino umbro. A luglio viene richiamato dal Drago, che gli affida la monta di Folco. Dopo un giro dietro alla Tartuca con Ganascia su Stella, Tripolino passa la battistrada al secondo bandierino e non molla più il comando. Ad agosto corre invece per la Chiocciola, la quale si affida al fantino più in forma per evitare un esito che pare pressoché scontato: la vittoria della rivale Tartuca. La contrada di Castelvecchio ha infatti ricevuto in sorte Ruello e l'ha affidato al suo storico fantino Ganascia. Dal canto suo alla Chiocciola è toccato lo sconosciuto Sansano, che sulla carta pare non reggere il confronto con Ruello. Ma la maestria di Tripolino sarà proverbiale in quella carriera: partito secondo dietro al Nicchio, Torrini spinge alla grande Sansano, riuscendo a prendere il comando al primo San Martino. La Tartuca resta invece ingabbiata nelle retrovie, non riuscendo a lanciarsi all'inseguimento della rivale. Tripolino vince così un Palio insperato per la grande gioia dei chiocciolini; dal canto loro i tartuchini non la perdonano a Ganascia, che viene "assediato" per ore nell'entrone dall'irato popolo di Castelvecchio.
Inaspettatamente il sesto trionfo per Tripolino sarà anche l'ultimo della sua carriera a Siena. Del suo ci mette anche la seconda guerra mondiale, che impedisce lo svolgimento del Palio per cinque anni. Quando il 2 luglio 1945 torna la terra in Piazza, Tripolino è ancora nel lotto dei fantini ma subisce una delusione clamorosa. Chiamato dalla Giraffa che gli affida la monta di Folco (cavallo ormai diciannovenne, ma ancora molto forte), Tripolino conduce tutta la carriera; tuttavia la Lupa con Renzino (alla sua prima e unica esperienza in Piazza) su Mughetto lo passa con un'incredibile traiettoria esterna al terzo San Martino.
Proprio con la Lupa Tripolino chiude la sua carriera al Palio di Siena nello straordinario del 28 maggio 1950 (dedicato al V centenario della canonizzazione di San Bernardino da Siena), dedicandosi completamente all'altra manifestazione che lo ha reso celebre: la Giostra del Saracino di Arezzo, nella quale è in quel momento al culmine del successo.

### Presenze al Palio di Siena
Con 6 vittorie su 20 palii disputati, Tripolino è uno dei più vittoriosi fantini del Novecento. Quattro le Contrade cui ha regalato la gioia del trionfo: due volte ciascuna a Lupa e Drago, una a Nicchio e Chiocciola. Ha anche corso per Civetta, Istrice, Selva e Tartuca.
Le vittorie sono evidenziate e indicate in neretto.
| Palio          | Contrada   | Cavallo   | Note   |
| -------------- | ---------- | --------- | ------ |
| 2 luglio 1931  | Nicchio    | Beppina   |        |
| 16 agosto 1931 | Civetta    | Gobba     |        |
| 3 luglio 1932  | Civetta    | Lampino   |        |
| 16 agosto 1932 | Nicchio    | Ruello    |        |
| 16 agosto 1933 | Lupa       | Ruello    |        |
| 2 luglio 1935  | Lupa       | Ruello    |        |
| 16 agosto 1935 | Lupa       | Masina    |        |
| 2 luglio 1936  | Drago      | Aquilino  |        |
| 16 agosto 1936 | Drago      | Aquilino  |        |
| 2 luglio 1937  | Lupa       | Folco     |        |
| 16 agosto 1937 | Lupa       | Elsa      |        |
| 2 luglio 1938  | Drago      | Folco     |        |
| 16 agosto 1938 | Chiocciola | Sansano   |        |
| 2 luglio 1939  | Istrice    | Giacchino |        |
| 16 agosto 1939 | Selva      | Folco     |        |
| 2 luglio 1945  | Giraffa    | Folco     |        |
| 2 luglio 1946  | Nicchio    | Piccolo   |        |
| 16 agosto 1946 | Selva      | Timo      |        |
| 16 agosto 1949 | Tartuca    | Eraldo II |        |
| 28 maggio 1950 | Lupa       | Salomè    | scosso |

## Giostra del Saracino di Arezzo
Non molti sono i fantini del Palio di Siena che hanno tentato l'avventura alla Giostra del Saracino di Arezzo. Complice sicuramente la notevole differenza tra le due manifestazioni, che richiedono abilità ben diverse ai rispettivi protagonisti. Per la precisione 4 fantini di Siena sono riusciti a vincere ad Arezzo almeno una volta. Uno fu il grande Ganascia, capace di imporsi ben 8 volte a Siena: il "salto" ad Arezzo però non fu facile e il blasonato fantino, da giostratore, vinse una sola giostra su 7 disputate: il 4 settembre 1966 per Porta Crucifera. Un altro fu Priamo Ducci detto Morino, che a Siena corse (senza successo) solo il 2 luglio 1945 per il Drago, mentre ad Arezzo disputò 6 giostre e ne vinse una: il 4 settembre 1955 per Porta del Foro. All'opposto di Ganascia si colloca Donato Gallorini detto Donatino: costui, aretino di nascita, era per lo più un giostratore e lo dimostrano i 14 successi riportati al Saracino. Tentò anch'egli la carriera paliesca, ma corse 9 carriere senza mai vincere.
La carriera di Tripolino si isola invece dagli esempi precedenti. L'umbro infatti ad Arezzo si è imposto per ben 15 volte, peraltro con 3 quartieri diversi, su 37 carriere disputate. Il suo esordio in Piazza Grande ad Arezzo avvenne il 7 agosto 1932, in coppia proprio con Donatino, difendendo i colori di Porta Crucifera. Il 18 settembre dello stesso anno Tripolino vinse la sua prima giostra. I suoi successi con il quartiere rosso-verde furono in totale 9: l'ultimo il 6 settembre 1953, in coppia con un altro grande della rassegna aretina, Arturo Vannozzi.
Dall'anno seguente, dopo 20 giostre disputate per Porta Crucifera, Tripolino passò a Porta Sant'Andrea con cui vinse, in coppia con Ivo Bottacci, la giostra del 1º settembre 1957. Il rapporto con Porta Sant'Andrea fu comunque breve e, dopo sole 5 giostre disputate per il quartiere bianco-verde, nel 1959 Tripolino si legò a Porta Santo Spirito.
L'esordio con il quartiere della Colombina avvenne il 13 settembre di quell'anno e fu coronato subito con una vittoria: in coppia di nuovo con Donatino, Torrini marcò 4 punti, ma la lancia si ruppe e, come da regolamento, il punteggio fu raddoppiato. Gli 8 punti di Tripolino, uniti ai 4 di Donatino, dettero al quartiere di Porta Santo Spirito una folgorante vittoria.
La coppia Tripolino-Donatino dominò tutti i primi anni sessanta: i due regalarono a Porta Santo Spirito altri 3 successi, l'ultimo dei quali il 5 settembre 1965. Dalla giostra successiva Tripolino rivestì i colori di Porta Sant'Andrea. Ormai al termine della propria carriera giostresca, vinse per i bianco-verdi la giostra del 1º settembre 1968 in coppia con Franco Ricci. Chiuse quindi la propria esperienza al Saracino il 7 settembre 1969, giostrando senza successo per Porta Crucifera, in coppia per la diciassettesima volta con Donatino.
I 15 successi (9 con Porta Crucifera, 4 con Porta Santo Spirito e 2 con Porta Sant'Andrea) lo rendono ad oggi il giostratore più vittorioso nella storia del Saracino.